# Arrested Development (Fernsehserie)
Arrested Development (deutsch: Entwicklungshemmung) ist eine US-amerikanische Comedyserie „über eine wohlhabende Familie, die alles verloren hat, und über einen Sohn, der nicht anders konnte, als sie alle zusammenzuhalten“ (so der Sprecher im Vorspann).
Die Fernsehserie wurde von 2003 bis 2006 von 20th Century Fox Television und Imagine Television im Auftrag der US-Fernsehgesellschaft Fox produziert. Der Erfinder der Serie, Mitchell Hurwitz, war als Autor und Executive Producer tätig. Imagine-Miteigentümer Ron Howard, ebenfalls Executive Producer, führt im Original als Erzähler durch sämtliche Episoden. Von ihm stammt auch die ursprüngliche Idee zur Serie, die im Folgenden von Mitchell Hurwitz ausgearbeitet wurde.
Arrested Development wurde im deutschsprachigen Raum von SRF zwei und Comedy Central ausgestrahlt. Der Produzent Mitch Hurwitz und der Nebendarsteller Will Arnett bestätigten im Juli 2010 offiziell, dass es einen Film zur Serie mit allen bekannten Hauptdarstellern geben wird. Der Video-on-Demand-Anbieter Netflix veröffentlichte am 26. Mai 2013 die komplette vierte Staffel, die aus 15 Episoden besteht, sowie am 29. Mai 2018 die erste Hälfte der fünften Staffel. Die zweite Hälfte sollte ursprünglich ebenfalls 2018 erscheinen, wurde aber erst im März 2019 veröffentlicht.

## Handlung
Der Protagonist der Serie ist Michael Bluth, der nach der Inhaftierung seines Vaters George Bluth Senior wegen Anlagebetrugs und Veruntreuung alles versucht, um das Familienunternehmen, die Immobilienfirma Bluth Company (engl. „real estate development firm“), vor dem Ruin zu bewahren und die Familie vor sich selbst zu schützen. Seine Familie macht ihm diese Aufgabe jedoch alles andere als leicht. So kümmert sich seine Mutter mehr um ihr eigenes Ansehen als um alles andere, sein älterer Bruder Gob versucht sich immer wieder als Magier und sein jüngerer Bruder Buster hat es mit 30 Jahren noch immer nicht geschafft, sich von seiner Mutter zu lösen. Hinzu kommt Michaels selbstverliebte und egozentrische Schwester Lindsay, die in einer sehr ungewöhnlichen Ehe mit dem noch ungewöhnlicheren Ex-Psychiater Dr. Tobias Fünke lebt.
Nachdem Michael klar geworden ist, worauf er sich mit dieser Aufgabe einlassen würde, verliert er schnell jegliches Interesse daran, den Babysitter für seine Familie zu spielen. Doch da sein Sohn George Michael nach dem Tod seiner Mutter den Kontakt zu seiner Familie so sehr wünscht und sich zudem noch heimlich in seine Cousine Maeby verliebt hat, bleibt Michael nichts anderes übrig, als mit seiner Schwester, seinem Schwager und seiner Nichte in ein Musterhaus des Familienunternehmens zu ziehen und sich fortan um jedes Problem der Familie zu kümmern.

## Aufbau
Die ganze Serie ist im Mockumentary-Stil gehalten, d. h., es wird nicht etwa eine typische Sitcom vor Publikum gedreht, sondern es wird mit ein bis zwei Kameras in Studios und Originalschauplätzen eine dokumentarische Drehsituation simuliert. Vom Erzähler Ron Howard werden die Situationen mit subtilem Humor kommentiert.
Die Serie zeichnet sich durch exzentrische Charaktere in skurrilen Geschichten aus. Einen enormen Anteil hat die Verwechslung: Regelmäßig missverstehen sich die Familienmitglieder und machen dann das genaue Gegenteil dessen, was von ihnen erwartet wird. Dadurch, dass jeder Protagonist einige sehr extreme Charakterauswüchse besitzt, entstehen die abstrusesten Situationen und Geschichten.
Wortspiele dienen als wiederkehrende Humorelemente. Das zeigt sich besonders in der Figur Tobias, der ständig homosexuelle Doppeldeutigkeiten von sich gibt. Im Hintergrund sind sehr viele kleine, subtile Gags eingebaut, teilweise werden einmal gebrauchte Gags nicht weniger als 20 Folgen später wieder aufgegriffen, nur um sie erneut als sogenannte „Throw-Away-Lines“ zu verwenden.
Der Titel der Serie verweist auf die Inhaftierung des Familienvaters, beschreibt aber auch, dass die Familie bei der Lösung ihrer Probleme nicht wirklich vorankommt und die Charaktere sich nicht weiterzuentwickeln vermögen.
Vor dem Abspann werden häufig Vorschauen auf die folgende Episode gegeben, die jedoch in diesen Episoden nur sehr selten umgesetzt werden.

## Ende der Serie und Reboot von Netflix
Arrested Development erhielt von Anfang an hervorragende Kritiken und wurde auch mit Nominierungen und Auszeichnungen geehrt, darunter 6 Emmys. Die Einschaltquoten entsprachen aber nicht den Vorstellungen des Senders Fox, weshalb schon die zweite Staffel von ursprünglich vorgesehenen 22 Episoden auf 18 Episoden gekürzt wurde. Am 19. August 2005 startete Fox dennoch eine dritte Staffel. Nachdem die Einschaltquoten jedoch wieder unter den Erwartungen lagen, nahm Fox die Serie im November zunächst komplett aus dem Programm. Unter dem Druck einiger (Online-)Petitionen kündigte FOX jedoch die vorläufige Fortführung der Sendung an, wobei die dritte Staffel allerdings von 22 auf 13 Episoden gekürzt wurde.
Die Fangemeinde von Arrested Development hoffte zunächst auf eine Übernahme der Serie durch den US-Sender HBO, der aber schnell erklärte, die Serie nicht übernehmen zu wollen. Anschließend verhandelten der Pay-TV-Sender Showtime und ABC noch um eine eventuelle Fortführung der Serie in ihrem Programm, ein großes Problem für die Übernahme stellten aber wohl die hohen Produktionskosten dar. Die Übernahme scheiterte letztlich an der Entscheidung von Mitchell Hurwitz, von dessen Mitarbeit Showtime eine Übernahme der Sendung abhängig machte, keine weitere Staffel von Arrested Development auf einem anderen Netzwerk zu produzieren. Die vielen Spekulationen um einen Wechsel zu HBO oder Showtime verarbeitete Mitchell Hurwitz in den letzten ausgestrahlten Folgen von Arrested Development.
Die Online-Streaming-Plattform Netflix kündigte am 19. November 2011 die Produktion von 15 weiteren Folgen ab 2012 an. Die Veröffentlichung aller 15 Episoden der vierten Staffel erfolgte am 26. Mai 2013 auf dem Streamingportal, die fünfte Staffel wurde am 29. Mai 2018 veröffentlicht.
Die Produzenten Mitch Hurwitz und Ron Howard bestätigten Anfang 2008, dass es einen Kinofilm zur Serie geben soll. Im Juli 2010 wurde dieser Film auch offiziell bestätigt.

## Figuren und Darsteller

### Hauptfiguren
Michael Bluth (Jason Bateman)
Das einzige Mitglied der Bluth-Familie mit Verantwortungsbewusstsein. Seit dem Tod seiner Frau erzieht er seinen Sohn George Michael Bluth alleine. Michael hatte gehofft, die Geschäftsführung der Bluth-Company von seinem Vater zu erhalten. Nachdem dieser die Geschäftsführungsverantwortung jedoch seiner Frau Lucille übertragen hat, lässt Michael sich von der Familie überreden, die Firma zu leiten.
Infolgedessen ist er damit beschäftigt, auf die Firma und die Familie aufzupassen und sie in vernünftige Bahnen zu lenken.
Lindsay Bluth Fünke (Portia de Rossi)
Michaels Zwillingsschwester genoss bislang den luxuriösen Lebensstil, den ihr Vater (George Sr.) der Familie mit seinem Unternehmen einbrachte. Wie ihre Mutter ist sie ziemlich exzentrisch und selbstsüchtig, und ihre Hauptbeschäftigung neben Shoppen ist die Ego- und Gewissenspflege durch wohltätige und gemeinnützige Aktionen. Sie ist unglücklich verheiratet mit Tobias Fünke und hat mit ihm zusammen eine Tochter, Maeby Fünke.
George Oscar Bluth II (Will Arnett)
George Oscar Bluth II (auch Gob genannt) ist Michaels ältester Bruder. Er „arbeitet“ als Zauberer und gründete die „Allianz der Magier“. Gob lebt von seinem Charme, ernsthaft und ehrlich arbeiten zu gehen, käme ihm nie in den Sinn. Mehr noch als alle anderen Bluth-Kinder kämpft er stets vergeblich um Michaels Respekt, was trotz deren absurder Ideen meistens seine eigene Schuld ist. Er ist oft mit einem Segway Personal Transporter unterwegs.
George Michael Bluth (Michael Cera)
Michaels Sohn folgt dem beruflichen Werdegang seines Vaters, indem er den Frozen-Banana-Stand der Familie betreibt. Er ist ein schüchternes Kind und vertraut sehr auf seinen Vater und dessen meist gutgemeinten Ratschläge, ein „guter Junge“ eben. „Everybody loves George Michael“ würde sein Vater sagen. Er ist heimlich in seine Cousine Maeby verliebt.
Mae „Maeby“ Fünke (Alia Shawkat)
Michaels Nichte – Tochter von Lindsay und ihrem Mann Tobias – versucht mit allen möglichen Aktionen die Aufmerksamkeit ihrer Eltern zu erregen, die jedoch von guter Erziehung ähnlich wenig verstehen wie George sen. und Lucille und meist nur mit ihren eigenen Problemen beschäftigt sind. Durch Zufall gelangt sie an einen leitenden Job in der Filmbranche, den sie ihrer Familie verschweigt.
Byron „Buster“ Bluth (Tony Hale)
Michaels jüngerer Bruder lebt bei seiner Mutter Lucille. Buster verbrachte die meiste Zeit seines Lebens mit dem Studium vieler exotischer Fächer, angefangen bei der „Agrarwirtschaft des 18. Jahrhunderts“ bis hin zu den „Ritualen der amerikanischen Urbevölkerung“. Trotz dieser vielen Studien ist er alles andere als eine geistige Lichtgestalt. Er leidet des Weiteren unter Panikattacken, wenn er zu sehr unter Druck gesetzt wird. Mit Lucille verbindet ihn eine Hassliebe. Er kann den Alltag kaum ohne sie meistern, leidet jedoch sehr unter ihrem Einfluss, dem er sich nicht selbstständig entziehen kann.
Dr. Tobias Fünke (David Cross)
Michaels Schwager Tobias war Leiter eines Krankenhauses, er verlor jedoch seine Lizenz, als er versuchte, einen Menschen mittels Herzmassage wiederzubeleben, der nur eingeschlafen war. Seither sieht er sich dazu berufen, Schauspieler zu sein, obwohl er weder eine Anstellung findet, noch besondere Fähigkeiten zur Ausübung dieses Berufes offenbart. Für den Zuschauer wirkt seine Rolle offensiv homosexuell, auch wenn er immer wieder solche Neigungen verneint. Tobias leidet unter dem von ihm so genannten Never-nude-Syndrom, einer der Gymnophobie ähnlichen Zwangsstörung, die es ihm verunmöglicht nackt zu sein, weshalb er unter der Unterwäsche und selbst unter der Dusche immer eine sehr kurz abgeschnittene Jeans trägt.
George Bluth (Jeffrey Tambor)

Michaels Vater George Bluth gründete die Baufirma Bluth Company. Diese lief zunächst sehr erfolgreich, bekam dann aber aufgrund unterschiedlicher kreativer Geschäftsideen mit Geschäftspartnern aus der Golfregion, windiger Investitionen und Veruntreuungen existenzbedrohende Probleme.
George Bluth wird von der amerikanischen Justiz inhaftiert. Aus dem Gefängnis heraus aus versucht er die Geschicke der Familie bzw. der Firma in seinem Sinne zu leiten.
Lucille Bluth (Jessica Walter)
Michaels Mutter neigt zu einem teuren, glamourösen Lebensstil und ist dem Alkohol nicht abgeneigt. Die finanziellen Probleme der Bluth Company sind nicht zuletzt auf den Lebensstil der Familie zurückzuführen, der sie nicht gerade ein positives Vorbild ist.

### Gastauftritte

#### Wiederkehrende Besetzung
- Henry Winkler – als Anwalt Barry Zuckerkorn in insgesamt 15 Folgen.
- Judy Greer – als George Bluths Assistentin und Affäre Kitty Sanchez in insgesamt 10 Folgen.
- Scott Baio – als Anwalt Bob Loblaw in „Forget Me Now“, „Nutapusy“, „Mr. F“, und „Making A Stand“.
- Zach Braff – als Phillip Litt in „Spring Breakout“ und „S.O.B.s“.
- Julia Louis-Dreyfus – als Anwältin Maggie Lizer in „Altar Egos“, „Justice Is Blind“, „Out On A Limb“ und „Hand To God“.
- Andy Richter – spielt sich selbst in „Switch Hitter“ und spielt sich und seine vier fiktiven Brüder in „S.O.B.s“.
- Ben Stiller – als Tony Wonder in „Good Grief“, „The Sword Of Destiny“ und „S.O.B.s“.
- Charlize Theron – als Rita Leeds in „For British Eyes Only“, „Forget Me Now“, „Notapusy“, „Mr. F“ und „The Ocean Walker“.
- Carl Weathers – spielt sich selbst in „Public Relations“, „Marta Complex“ und „Motherboy XXX“.
- Liza Minnelli – als Lucille Austero (Lucille II) in „Key Decisions“, „Charity Drive“, „In God We Trust“, „My Mother the Car“, „Storming the Castle“, „Pier Pressure“, „Marta Complex“, „Queen for a Day“, „Burning Love“ und „Ready, Aim, Marry Me“
- Justin Lee – spielt in 11 Episoden den koreanischen Adoptivsohn Annyong Bluth. Wobei Annyong gar nicht sein Name, sondern das koreanische Wort für „Hallo“ ist, was für amüsante Situationen sorgt, da er jedes Mal, wenn jemand ihn Annyong nennt, mit „Annyong“ antwortet.

#### Gastauftritte (Auswahl)
- Richard Belzer – spielt sich selbst in „S.O.B.s“.
- Dan Castellaneta – als Dr. Stein in „The Sword Of Destiny“.
- Marc Cherry – spielt sich selbst in „Righteous Brothers“.
- Andy Dick – spielt sich selbst in „S.O.B.s“.
- Heather Graham – als Beth Bearly in „Shock And Aww“.
- Thomas Jane – spielt sich selbst in „The One Where They Build A House“.
- Frankie Muniz – spielt sich selbst in „Mr. F“.
- Martin Short – als Onkel Jack in „Ready, Aim, Marry Me“.
- Ione Skye – als Mrs. Veal in „Meat The Veals“.
- Alan Tudyk – als Pastor Veal in „Meat The Veals“.
- Judge Reinhold – als er selbst in „S.O.B.s“
- Bob Odenkirk – als Dr. Phil Gunty in „Visiting Ours“

## Synchronisation
| Rolle                       | Schauspieler        | Synchronsprecher                                                 |
| --------------------------- | ------------------- | ---------------------------------------------------------------- |
| Michael Bluth               | Jason Bateman       | Sascha Rotermund (Staffel 1–4) Achim Buch (Staffel 5)            |
| Lindsay Bluth Fünke         | Portia de Rossi     | Arianne Borbach (Staffel 1–4) Kristina von Weltzien (Staffel 5)  |
| George Oscar „G.O.B.“ Bluth | Will Arnett         | Mark Seidenberg                                                  |
| Byron „Buster“ Bluth        | Tony Hale           | Konstantin Graudus (Staffel 1–4) Nils Rieke (Staffel 5)          |
| Tobias Fünke                | David Cross         | Jens Wawrczeck (Staffel 1–4) Sascha Draeger (Staffel 5)          |
| George Michael Bluth        | Michael Cera        | Jannik Schümann (Staffel 1–4) Julian-Elias Henneberg (Staffel 5) |
| Mae „Maeby“ Fünke           | Alia Shawkat        | Linda Fölster (Staffel 1–4) Leonie Landa (Staffel 5)             |
| George Bluth                | Jeffrey Tambor      | Eberhard Haar                                                    |
| Lucille Bluth               | Jessica Walter      | Angela Stresemann (Staffel 1–4) Isabella Grothe (Staffel 5)      |
| „Erzähler“                  | Ron Howard (Stimme) | Thomas Karallus (Staffel 1–4) Stephan Benson (Staffel 5)         |

## Auszeichnungen und Nominierungen

### Emmy
Für die erste Staffel erhielt die Sitcom 2004 fünf Emmys, unter anderem für die „Beste Comedy-Serie“, „Beste Besetzung für eine Comedy-Serie“ und „Bestes Drehbuch für eine Comedy-Serie“. Bei der Emmy-Verleihung im Jahr 2005 war Arrested Development elfmal nominiert, gewann jedoch nur den Emmy für das „Beste Drehbuch für eine Comedy-Serie“ für die letzte Episode der zweiten Staffel, Righteous Brothers. 2006 wurde die Serie insgesamt viermal nominiert darunter, „Beste Comedy-Serie“, „Bester Nebendarsteller in einer Comedy-Serie“ (Will Arnett) und „Bestes Drehbuch für eine Comedy-Serie“ (Folge Development Arrested).

### Golden Globe
Bei den Golden Globe Awards 2004 und 2005 wurde die Serie als „Beste Serie (Comedy/Musical)“ für den Golden Globe nominiert. 2005 verlieh man Jason Bateman zudem die Auszeichnung als „Bester Schauspieler in einer TV-Serie“.

### Sonstige Auszeichnungen
- „Television Critics Association Award“ für „Beste Comedy“ und „Beste neue Serie“.
- „Writers Guild of America Award 2004“ für die „Beste TV-Comedy-Serie“, für die zehnte Episode der ersten Staffel, Pier Pressure.
- „TV Land Award“.
- „Golden Satellite Award 2003“ für die „Beste Fernsehserie – Komödie/Musical“.
- „Golden Satellite Award 2003“ für Jeffrey Tambor als „Bester Nebendarsteller“ und Jessica Walter als „Beste Nebendarstellerin“.
- „Golden Satellite Award 2004“ für Portia de Rossi als „Beste Darstellerin“.
- „Golden Satellite Award 2004“ und „Golden Satellite Award 2005“ für Jason Bateman als „Bester Darsteller“.